# Gilbert Koech (Leichtathlet, 1989)
Gilbert Koech (* 12. August 1989 im Nandi County) ist ein kenianischer Leichtathlet, der sich auf den Zehnkampf spezialisiert hat.

## Sportliche Laufbahn
Erste internationale Erfahrungen sammelte Gilbert Koech im Jahr 2015, als er bei den Afrikaspielen in Brazzaville an den Start ging und dort seinen Mehrkampf vorzeitig beenden musste. Im Jahr darauf belegte er bei den Afrikameisterschaften in Durban mit 6389 Punkten den siebten Platz und 2018 gelangte er bei den Commonwealth Games im australischen Gold Coast mit 7009 Punkten Rang acht. Im August wurde er bei den Afrikameisterschaften in Asaba mit 6975 Punkten Sechster. 2022 klassierte er sich bei den Afrikameisterschaften in Port Louis mit 6822 Punkten auf dem fünften Platz.

## Persönliche Bestleistungen
- Zehnkampf: 7009 Punkte, 10. April 2018 in Gold Coast